# Teatro di Verdura
Il Teatro di Verdura è un teatro estivo di Palermo.
Viene utilizzato durante l'estate per le rappresentazioni del Teatro Massimo. Si trova all'interno del giardino di Villa Castelnuovo, nei dintorni del Parco della Favorita di Palermo.

## Storia
L'area attualmente occupata dal Teatro di Verdura faceva inizialmente parte di un ampio parco di proprietà del principe di Castelnuovo, l'intero complesso, di quasi 70 000 m², era situato nella Piana dei Colli. Nel XVIII secolo la tenuta venne venduta e il nuovo proprietario frazionò tutti in sei aree, un frassineto, un agrumeto, un oliveto, un pistacchieto, un vivaio e un giardino ornamentale. All'intero dell'area erano presenti tre grandi viali contornati da cipressi e due nuovi padiglioni, una foresteria ed una seconda abitazione oltre la villa principale. Venne anche commissionata una statua allo scultore Ignazio Marabitti nel 1777.
Nel 1808 la tenuta venne ereditata da Carlo Cottone che creò un istituto agrario privato per l'istruzione, la ricerca e la sperimentazione. Successivamente, nel 1819, venne commissionato ad Antonio Gentile un ginnasio.
Nel 1829, la tenuta viene ereditata da Ruggero Settimo, viene proseguita la scia del precedente proprietario e nel 1847 viene inaugurato l'Istituto Agrario. Vi è una divisione del parco in due aree, quella riservata all'istituto ed alle sue attività didattiche e quella destinata al giardino ornamentale, vengono poi soppressi i due viali trasversali, vengono aboliti il frassineto ed il pistaccheto e vengono ridisegnate le aiuole.
A partire dal 1955 il parco passa sotto la proprietà dell'Opera Pia Castelnuovo dalla quale l'ente autonomo Teatro Massimo affitta l'area del giardino ornamentale creando il teatro, configurazione che mantiene ancora adesso. A partire dall'agosto 2010 il teatro viene affidato ad enti privati a costo zero e non è più di pertinenza del Teatro Massimo.

## Descrizione

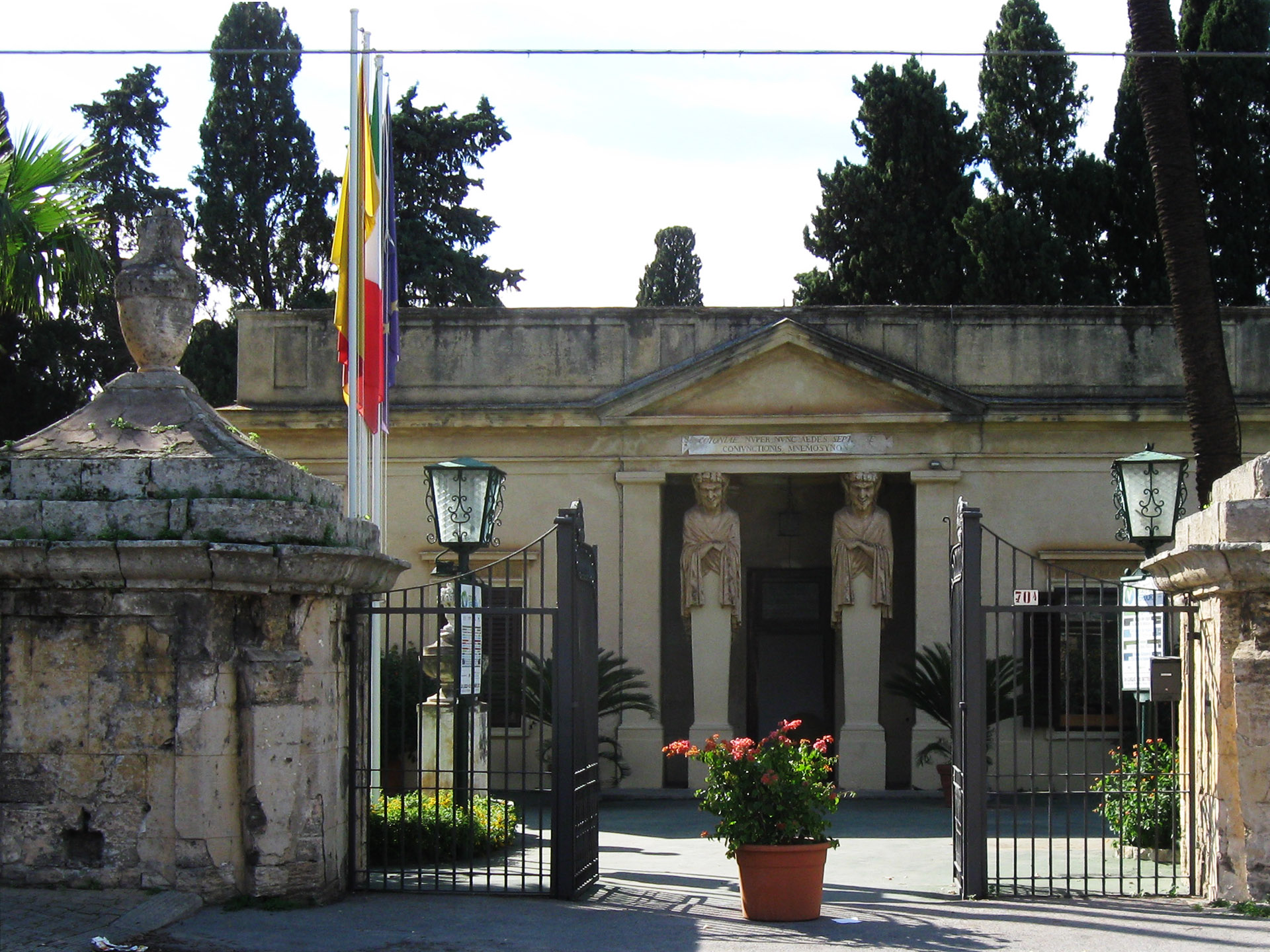
L'ingresso del Teatro di Verdura sul Viale del Fante.

L'area del vecchio parco del principe di Castelnuovo ha mantenuto in parte la sua configurazione grazie anche alla presenza del limitrofo Parco della Favorita e limitato è quindi il numero delle costruzioni all'interno dell'area. L'accesso al teatro è garantito da viale del Fante, dove è l'antico cancello ai lati del quale sono collocate due sfingi in pietra. Superato il cancello vi è un padiglione con pronao ai fianchi del quale due telamoni sorreggono l'architrave.
All'interno del giardino è collocata una fontana ottagonale al centro della quale sorge la statua di Ignazio Marabitti dal titolo Armonia. Sono presenti anche due vasche minori con all'interno papiri e ninfee.